# Rio Ghiurca Mare (Ghiurca)
O Rio Ghiurca Mare é um rio da Romênia, afluente do Buzău, localizado no distrito de Buzău.